# غريغوري بيكر ولف
غريغوري بيكر ولف (بالإنجليزية: Gregory Baker Wolfe)‏ هو دبلوماسي أمريكي، ولد في 27 يناير 1922، وتوفي في 12 ديسمبر 2015.